# Jan Willem Racer

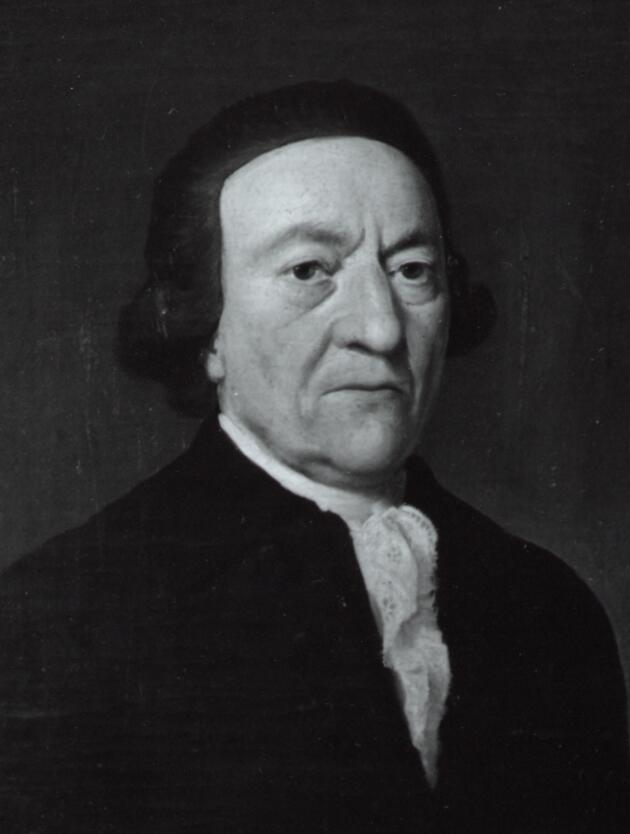
Jan Willem Racer

Jan Willem Racer (Delden, juni 1736 - Oldenzaal, 1 oktober 1816) was een Twents rechtsgeleerde.
Jan Willem Racer werd op 1 juli 1736 te Delden gedoopt als zoon van de predikant Georg Frederik Racer en Aleida van den Berg. 

## George Frederik Racer
Zijn vader George Frederik Racer (1699-1747) was lange tijd conrector aan het Atheneum (Lateinschule) in het Duitse Lingen. Na zijn conrectorschap in Lingen werd Georg Frederik tot predikant beroepen in Delden. Hij deed aanvankelijk zijn werk naar behoren, totdat hij onenigheid kreeg met de leden van zijn gemeente. Hij ergerde zich aan het gedrag van diakenen, omdat zij uit hun eigen winkels armen bedeelden. Het conflict werd weliswaar opgelost, maar dominee Racer kon zich uiteindelijk toch niet verenigen met de oplossing en kreeg verlof om een beroep elders aan te nemen. Na tweeëntwintig jaar geestelijk leidsman in Delden te zijn geweest, werd hij op 10 april 1744 beroepen in St. Croix in West-Indië. Vader Racer vertrok en liet zijn drie kinderen achter in Nederland, waaronder Jan Willem.
Jan Willem werd ondergebracht bij zijn grootmoeder en na haar overlijden in 1746 of 1747 werd Jan Willem opgenomen in het gezin van oom en tante van den Berg in Borne.

## Carrière Jan Willem
In 1748 vertrok Jan Willem naar Oldenzaal voor een studie aan de Latijnse school in de Sint Plechelmusbasiliek. In 1752 was hij zover dat hij kon gaan studeren in Groningen.
Op 3 mei 1758 promoveerde hij en twee maanden later werd hij door de Staten van Overijssel beëdigd als advocaat. Racer bouwde een omvangrijke praktijk op die hem in contact bracht met archieven en dit leidde tot bestudering van de oude rechten en rechtsgeschiedenis van Overijssel. Hij vestigde zich achtereenvolgens als advocaat te Coevorden, Ootmarsum en in 1768 te Oldenzaal.
In 1760 trouwde hij met Anna Jacoba Willemina Werndlij (Coevorden, 1735 - Oldenzaal, 18 januari 1810) uit Coevorden. Zijn zuster was de Nederlandse textielhandelaarster Johanna Racer.

## De patriottenbeweging
De patriottenbeweging was een typisch 18e-eeuwse politieke stroming gebaseerd op de idealen van de verlichting: het geloof in de redelijkheid van de mens. Kenmerkend voor de patriotten waren ook hun oude grieven tegen de oligarchie van de drost en de Oranjegezinden. Naast juridische kwesties begon Racer zich als verlichte geest eveneens te interesseren voor de politieke zaak. Zeker toen er een hevige strijd losbarstte tussen de prins- of Oranjegezinden en de patriotten in de Republiek der Zeven Verenigde Nederlanden. De Oranjegezinden waren edelen en regenten die door het regeringsreglement voor hun ambten vrijwel geheel afhankelijk waren van stadhouder Willem V van Oranje Nassau (1741 - 1784). Binnen de patriotten waren twee stromingen actief: de aristocratische patriotten die voor een republikeinse regentenheerschappij kozen en de democratische patriotten die kozen voor een heerschappij van de middengroepen in steden en op het platteland met bestuurlijke invloed. Op politiek gebied zette Racer zich vooral in voor meer bestuurlijke macht van de stad Oldenzaal, waar hij in 1786 een van de vier burgemeesters werd,  en de andere steden in Twente. Jan Willem Racer werkte nauw samen met een andere patriot, Joan Derk Van der Capellen tot den Pol. Hij was een Gelderse edelman die lid was van de Ridderschap van Overijssel. In de Ridderschap zaten edelen die als afgevaardigden van Twente, Salland en Vollenhove, het platteland vertegenwoordigden. De steden werden vertegenwoordigd door regenten afkomstig uit de drie steden: Deventer, Kampen en Zwolle. Samen vormden de Steden en de Ridderschap, de Staten van Overijssel. De strijd van de patriotten Van der Capellen en Racer werd gevoerd op twee fronten. Ten eerste op het gebied van de buitenlandse politiek, met name de erkenning van de Verenigde Staten. Het tweede front waarop Van der Capellen en Racer zich manifesteerden was de binnenlandse politiek in Overijssel met een sterke nadruk op de afschaffing van de zogenoemde drostendiensten.

## Drostendiensten
In de periode rond 1780 begon Racer met een onderzoek of leden van elk huisgezin in Twente wel verplicht waren drostendiensten te verrichten. Racer beantwoordde die vraag op karakteristieke en vakkundige wijze met een algemene historische verhandeling over de ontwikkeling van de diensten van de Overijsselse inwoners, gevolgd door een specifieke verhandeling over de drostendiensten. Drostendiensten stammen uit de middeleeuwen en verplichtten boeren om tweemaal per jaar "eens bij hooy en eens bij gras" hand- en spandiensten te verlenen voor de drost, een vorm van gedwongen arbeid. Dankzij het onderzoek van Jan Willem Racer werden de drostendiensten aan de kaak gesteld. Ook verzamelde Racer gegevens over het ernstige misbruik dat de drost van Twente en Salland, graaf Sigismund van Heiden Hompesch, van de drostendiensten maakte. Racer ontpopte zich tot een Twentse rechtsgeleerde avant la lettre. Zijn historisch onderzoek was en blijft een belangrijke bron voor de geschiedenis van het recht in Overijssel. De actie van Racer bleek uiteindelijk succesvol, de drostendiensten werden in 1785 afgeschaft.

## Betekenis
Bij zijn overlijden in 1816 te Oldenzaal had Jan Willem Racer een zevenenvijftig jaar durende rechtspraktijk uitgeoefend. De achttiende-eeuwse rechtshistoricus mr. Jan Willem Racer is de belangrijkste patriot in Twente geweest. Om deze belangrijke Twentenaar te eren en hem ook voor de huidige en toekomstige generatie uit de vergetelheid te halen heeft de Stichting J.W. Racerhuis samen met de Vereniging De Groote Sociëteit, het initiatief genomen een bronzen beeld te plaatsen in de nabijheid van het naar hem genoemde huis aan de Marktstraat in Oldenzaal waar hij tot zijn dood in 1816 heeft gewoond en gewerkt. Het is de intentie om via dit beeld aandacht te schenken aan de betekenis van Racer als pleitbezorger voor de verlichte ideeën van de Nederlandse patriottenbeweging, die als grondslag mogen worden beschouwd voor onze huidige parlementaire democratie. Op 29 april 2011 is het beeld onthuld door de commissaris van de koningin. Eric Claus, van 1979-1990 hoogleraar beeldhouwen aan de Rijksakademie van beeldende kunsten te Amsterdam, ontwierp het beeld.

## Geschriften
- Overijsselsche Gedenkstukken, 7 stukken, uitgegeven te Kampen in 1781, '82, '84, '86, '87, '93 en '97
- Aanmerkingen omtrent de grondbeginselen van de landrechten van Overijssel, geschreven in 1807, maar pas uitgegeven Deventer 1866;
- Verhandeling over het recht der Kotters, Kampen 1816.